# Oak Ridge North
Oak Ridge North é uma cidade localizada no estado norte-americano do Texas, no Condado de Montgomery.

## Demografia
Segundo o censo norte-americano de 2000, a sua população era de 2991 habitantes.
Em 2006, foi estimada uma população de 3381, um aumento de 390 (13.0%).

## Geografia
De acordo com o United States Census Bureau tem uma área de
3,0 km², dos quais 3,0 km² cobertos por terra e 0,0 km² cobertos por água.

## Localidades na vizinhança
O diagrama seguinte representa as localidades num raio de 16 km ao redor de Oak Ridge North.